# Politischer Witz
Ein politischer Witz ist ein sehr kurzer Text (Kürzestdialog, Scherzfrage u. ä.), der aktuelle Zustände oder Ereignisse der Politik dem Gelächter aussetzen will.

## Stilmittel
Dabei werden Stilmittel aller Art genutzt (Ironie, Sarkasmus, Satire und andere). Politische Witze sind aus allen Epochen der Geschichte, vom Altertum bis zur Gegenwart, überliefert. Modernes politisches Kabarett führt politische Witze gern in der Form von angeblichen Berichten, Kommentaren oder Rollenspielen vor Augen. Oft sind die gemeinten Personen Staatsoberhäupter oder Spitzenpolitiker.
Ein davon abweichendes Stilmittel ist die doppeldeutige Aussage. In einer Diktatur, in der die eigentlich beabsichtigte Botschaft als zu gefährlich gilt, kann hintergründige Kritik in einer vordergründig harmlos anmutenden Aussage „versteckt“ werden, aber so, dass die beabsichtigte Doppeldeutigkeit – zumindest für den Adressaten – noch ausreichend verständlich bleibt. Sie ist keinesfalls auf das politische Kabarett beschränkt. So soll beispielsweise der Dirigent Wilhelm Furtwängler gegen Ende der Zeit des Nationalsozialismus von Joseph Goebbels, der den Kulturbereich verantwortete, nach dessen Wünschen für die Berliner Philharmoniker befragt worden sein. Daraufhin habe dieser geantwortet: „Wir brauchen mehr Blech und weniger Streicher, Herr Minister.“ Der als Jude eingestufte Komponist Leo Blech hatte Deutschland bereits verlassen, Julius Streicher war Gauleiter in Nürnberg.

## Gesellschaftliche Wirkung
Politische Witze sind nicht politisch korrekt. Manche Staaten bedrohen das Erzählen solcher Witze mit Strafe. Andere Staaten lassen Witze zu, weil sich im Witz Unzufriedenheit zunächst ohne weitere Wirkung entlädt. In der Regel aber können sie kaum unterbunden werden; ihr Reiz liegt teilweise (auch) darin, dass sie an der Grenze des Erlaubten angesiedelt oder aber nicht ganz akzeptabel sind. Die Zahl der politischen Witze hängt mit der „gefühlten“ politischen Situation zusammen. Einzelne verschwinden sehr schnell wieder, wenn sie nicht mehr aktuell sind. Sie ähneln der politischen Karikatur.
Kabarett in Diktaturen

Dementsprechend komplex, teilweise ambivalent, aber meistens konsequent ablehnend, bei subtiler Raffinesse im Wortwitz, durchweg verbunden mit großem Mut, ist das typische Verhalten der Kabarettisten in Diktaturen. Ein Beispiel gab während der Zeit des Nationalsozialismus der Berliner Kabarettist Werner Finck, der in der „Katakombe“ einmal, als er im Publikum einen „Protokollanten“ der Nazis entdeckte, gesagt haben soll: „Bin ich auch nicht zu schnell? Kommen Sie mit, oder soll ich mitkommen?“ Für solche und ähnliche Kühnheiten wurde er 1935 ins KZ Esterwegen gesperrt, nach einiger Zeit jedoch, versehen mit einem Jahr Berufsverbot, von heute auf morgen entlassen.
Ähnliches gilt für die in München sehr populären Kabarettisten Karl Valentin und Weiß Ferdl.

## Beispiele

### Altertum
Ein später Nachfolger Caesars als Kaiser liebte eines seiner Rösser so sehr, dass er öffentlich die Ehe mit ihm einging. Man kommentierte: „Höchst weise von unserem lieben Kaiser. Wie schön wäre es gewesen, hätte schon sein Vater diese Weisheit besessen.“

### Österreich
- Im Ersten Weltkrieg hatte sich die Armee aus der Stadt Przemyśl zurückziehen müssen. Man meldete dem Kaiser: „Przemyśl ist gefallen.“ Der Kaiser antwortete: „Traurig! Traurig! War er jung?“
- Vom Thronfolger Karl sagte man: „Kaiser Karl ist dreißig Jahre alt, sieht aus wie ein Zwanzigjähriger und denkt wie ein Zehnjähriger.“

### Sowjetunion
- Siehe Radio-Eriwan-Witze

### USA und Volksrepublik China
- Der Präsident der USA und der Premierminister der Volksrepublik China treffen sich zu einem Arbeitsessen. Was die zwei wohl tun werden? Das, was sie immer tun: Chew and lie.

### USA und die Sowjetunion
- Reagan und Breschnew laufen um das Weiße Haus. – Die westliche Presse schreibt: „Reagan wurde Erster, Breschnew hat verloren.“ – Die Sowjetpresse meldet: „Breschnew hat glorreich den zweiten Platz erreicht, Reagan wurde Vorletzter.“

### Deutschland

#### Flüsterwitze im Nationalsozialismus
Neuere Forschungen widerlegen die seit den 1960er Jahren gängige Darstellung einer angeblich brutalen Verfolgung der Witze-Erzähler, die als Beweis für die totale Unterdrückung oder aber auch als Beispiel für einen breiten Widerstand in der Bevölkerung herangezogen wurde. Regional erhaltene Gestapo-Unterlagen aus Essen und Düsseldorf für 1933 bis 1945 lassen erkennen, dass der sogenannte Flüsterwitz tatsächlich in aller Öffentlichkeit getätigt wurde. Die „Täter“ hatten sich keineswegs durch oppositionelle Einstellung hervorgetan: Sie waren nicht vorher aufgefallen, sie hatten keinen „schlechten Leumund“, und unter ihnen waren auch NSDAP-Mitglieder nicht selten vertreten. Die meisten der Beschuldigten gehörten eher einer unteren Sozialschicht an.
Reinhard Heydrich ordnete 1936 an, es sei beim ersten Mal „grundsätzlich zu prüfen, ob nicht schon eine Verwarnung eine ausreichende Maßnahme sei.“ Oft kam es gar nicht zu einem Gerichtsurteil, und die Strafen fielen vergleichsweise milde aus. In Essen wurden von 53 untersuchten Fällen nur acht Haftstrafen ausgesprochen (Extremfall: 15 Monate, Durchschnitt 4 Monate), 19 Fälle endeten mit einer mündlichen oder schriftlichen Verwarnung, andere Verfahren führten zu Freisprüchen oder Geldstrafen in Höhe eines Monatslohnes. In 7 der untersuchten 53 Fälle wurden die Beschuldigten von der Gestapo zwischen 4 und 21 Tage in „Schutzhaft genommen“, was vorübergehende Einlieferung ins Konzentrationslager bedeutete.
Man musste sich trotzdem darüber im Klaren sein, dass man mit dem Erzählen politischer Witze ein Vabanquespiel einging, das auch mal sehr übel ausgehen konnte. In dieser Nichtberechenbarkeit der Folgen „liegt ein besonderer Witz“ des Erzählens politischer Witze in Diktaturen.
Joseph Goebbels bemühte sich z. B. mit moderaten Mitteln („Zurechtstauchen“), das politische Kabarett zu zügeln, und schrieb im Februar 1939 in sein Tagebuch: „Die Verbotsmaschinerie gegen das Kabarett der Komiker wird nun flott gemacht.“ […] „Langer Kampf um das Kabarett der Komiker. Ich stauche Willy Schaeffers zurecht [sic]. Er weint mir etwas vor. Aber ich bleibe bei meinem Standpunkt. Der politische Witz wird ausgerottet. Und zwar mit Stumpf und Stiel …“.
Der als „Scharfmacher“ geltende Walter Tießler aus der Partei-Kanzlei verwahrte sich dagegen explizit durch Hinweis auf die Möglichkeiten der Brachialgewalt („Abreibung geben“, s. u.) gegen die Anregung, Milde zu zeigen und mit „Gegenwitzen“ zu reagieren: Als Mittel gegen die „Verbreitung parteischädigender Witze“ schlug er im März 1943 vor, den Betreffenden von zuverlässigen und straflos bleibenden Männern „eine Abreibung“ geben zu lassen. Dieser Vorschlag wurde nicht weiter aufgegriffen.
Tatsächlich jedoch blieb der politische Witz ein Ventil, um Unzufriedenheit oder auch Zweifel am Führer und am Endsieg zu äußern. In den Meldungen aus dem Reich, den geheimen Stimmungsberichten des Sicherheitsdienstes, wird am 8. Juli 1943 berichtet: „Das Erzählen von staatsabträglichen und gemeinen Witzen, selbst über die Person des Führers, habe seit Stalingrad erheblich zugenommen. Bei Gesprächen in Gaststätten, Betrieben und sonstigen Zusammenkünften würden die Volksgenossen sich gegenseitig die „neuesten“ politischen Witze erzählen und dabei vielfach keinen Unterschied zwischen solchen einigermaßen harmlosen Inhalts und eindeutig gegnerischen machen. Selbst Volksgenossen, die sich kaum kennen, würden politische Witze austauschen. Offenbar setze man gegenseitig voraus, dass einer heute schon jeden Witz erzählen könne, ohne mit energischer Abfuhr, geschweige denn Anzeige bei der Polizei, rechnen zu müssen. Das Gefühl dafür, dass das Anhören und Weitererzählen politischer Witze eines gewissen Schlages für den anständigen Deutschen und Nationalsozialisten einfach eine Unmöglichkeit ist, sei weiten Kreisen der Bevölkerung und auch einem Teil der Parteigenossenschaft offenbar abhanden gekommen.“ [im Original kursiv]
Beispiele für politische Witze in der Zeit des Nationalsozialismus:
- „Was gibt’s für neue Witze?“ – „2 Monate Dachau“
- Treffen sich ein Internist und ein Psychiater. Der Psychiater grüßt: „Heil Hitler!“ Der Internist antwortet: „Wieso ich? Du bist doch der Irrenarzt!“
- Wie sieht ein echter Arier aus? Blond wie Hitler, groß wie Goebbels und schlank wie Göring!
- Was ist der Unterschied zwischen Christentum und Nationalsozialismus? Im Christentum starb einer für alle!
- Hitler unterhält sich auf einem Frontbesuch mit einem einfachen Soldaten. Hitler fragt: „Kamerad, was wünschst du dir, wenn du an vorderster Front im Granathagel stehst?“ Der Soldat antwortet: „Dass Sie, mein Führer, neben mir stehen!“
- Im Sommer 1941 unterhalten sich zwei KZ-Häftlinge über ihren Verhaftungsgrund. Der erste: „Ich sagte am 5. Mai, Heß ist verrückt!“ – Der zweite: „Ich sagte am 15. Mai, Heß ist nicht verrückt!“
(Kommentar: Rudolf Heß flog am 10. Mai 1941 mit einer Messerschmitt Bf 110 nach Schottland, um mit dem vermeintlichen Anführer der englischen Friedensbewegung, dem Herzog von Hamilton, über Frieden zu verhandeln. In Großbritannien wurde Heß als Kriegsgefangener festgesetzt. In Deutschland erklärte man seinen Flug als Folge geistiger Verwirrung: Es klingt ein Lied im deutschen Land: / „Wir fahren gegen Engeland.“ / Doch wenn dann einer wirklich fährt, / dann wird er für verrückt erklärt.)
- Adolf Hitler wird gefragt, wen er zu den schlimmsten Massenmördern zähle. Hitlers Antwort: „Ich – Denke – Haarmann.“[9]

Ein anderer Witz zum Thema:
- Heß sei auch Churchill vorgestellt worden, der ihn gefragt habe: „Sie sind also der Verrückte?“ worauf Heß antwortete „O nein, nur sein Stellvertreter.“

Und ein politisches Nachtgebet:
Lieber Gott, mach mich stumm,

dass ich nicht nach Dachau kumm.

Lieber Gott, mach mich blind,

dass ich alles herrlich find.
Lieber Gott, mach mich taub,

dass ich an die Lügen glaub.

Mach mich blind, stumm, taub zugleich,

dass ich pass ins Dritte Reich.

#### Flüsterwitze in der DDR
Auch die Unfreiheiten in der DDR ließen dem Bürger einzig den Witz als Möglichkeit des politischen Protestes. In den ersten Jahren dominierten hierbei u. a. die Themen Antikommunismus, Antistalinismus, Mangelwirtschaft, Reparationen, Verbot der freien Meinungsäußerung. So war es auch hier üblich, die Witze im Flüsterton und unter vorgehaltener Hand weiterzugeben. Schließlich konnten politische Witze gerade in den Anfangsjahren der DDR als „Antisowjethetze“ oder „Sabotage des sozialistischen Aufbaus“ ausgelegt und mit Zuchthausstrafen belegt werden. Diese erste Phase des politischen Witzes in der DDR dauerte bis zum Bau der Berliner Mauer, der zwar die Unfreiheit erhöhte, aber dennoch den DDR-Staat stabilisierte.
Mit der zunehmenden Entspannungspolitik besänftigte sich auch der politische Witz und infolgedessen auch die verhängten Strafen. Der Staat bemühte sich sogar mit der Satirezeitschrift Eulenspiegel einen „amtlich geförderten Witz“ zu fördern. Da dabei aber nur Randerscheinungen der innerstaatlichen Probleme angesprochen wurden, existierte weiterhin der freie Witz, der auch die Tabus Regierung, Partei, Militär, Unfreiheit und Staatsgrenze nicht ausließ.
Das Kabarett in der DDR hatte wiederum genau diese Tabus zu beachten. Der offizielle Humor in der DDR stand unter der steten Kontrolle von Kulturfunktionären, die ein Programm vor Veröffentlichung abnehmen mussten. So lernte das Publikum mit den Jahren „zwischen den Zeilen zu lesen“. Letztlich war der Witz in der DDR eine Reaktion auf den Widerspruch zwischen Idee und Wirklichkeit eines sozialistischen Staatswesens. Und so war der politische Witz und auch die Repression in der DDR stärker ausgeprägt als in der Bundesrepublik Deutschland. Folgender Witz aus dieser Zeit beinhaltet daher eine tragische Realität:
- Walter Ulbricht fragt Willy Brandt, ob er ein Hobby habe. „Natürlich“, sagt dieser, „ich sammle Witze, die die Leute über mich erzählen. Und Sie?“ – „Bei mir ist es umgekehrt. Ich sammle Leute, die Witze über mich erzählen.“
- Warum gab es im real existierenden Sozialismus so viele Witze? Weil niemand ihn ernst nimmt.
- Die DDR soll ein neues Symbol in ihrer Staatsflagge bekommen: Eine Ziege und einen Stuhl. Wer meckert, muss sitzen.
- Im Kommunismus sind alle gleich, Parteimitglieder sind gleicher, Parteifunktionäre sind am gleichsten und am allergleichsten ist unser Erich. (Anspielung auf George Orwells Roman Farm der Tiere)
- In einem DDR-Gefängnis sind die Häftlinge zum Appell angetreten. „Morgen kommt unser Staatspräsident Wilhelm Pieck“, verkündet der Aufseher. Ein Gefangener ruft: „Das wurde aber auch höchste Zeit.“
- Was sieht Wilhelm Pieck, wenn er nackend vor dem Spiegel steht? – Seinen einzigen Anhänger. – Und wenn er sich umdreht? – Das geteilte Deutschland.
- Die DDR wird nur bis zum 7. Oktober 2014 bestehen. Warum nicht länger? Da wird sie 65 und darf ausreisen. (Anspielung auf die Regelung, dass Bürger der DDR erst nach Vollendung des 65. Lebensjahres ausreisen durften. Die DDR war am 7. Oktober 1949 gegründet worden.)
- Ein Mann kommt in ein Konsum-Geschäft, sieht sich um und fragt einen Verkäufer: „Sagen Sie, haben Sie keine Brote?“ Antwort: „Keine Brote gibt’s dort drüben, hier gibt’s kein Gemüse.“
- „Du Papi, warum heißt denn der Trabant 601 Trabant 601?“ – „Weil ihn 600 bestellt haben und einer kriegt ihn.“
- „Was war der Unterschied zwischen einem Handwerker und Honecker? Der Handwerker kam nicht, und Honecker ging nicht.“
- „Oh Herr, gib uns das Fünfte Reich – das Vierte ist dem Dritten gleich!“
- Wird gefragt: „Wie war eigentlich die Stimmung in der DDR?“ Antwort: „Sie hielt sich in Grenzen!“
- SED = Shop, Exquisit, Delikat
- „Wie heißt der Dienstschnaps der Stasi?“ – „Melde-Korn!“
- „Warum ist die DDR-Wirtschaft in die Knie gegangen?“ „Weil sie gerade zum Sprung ansetzen wollte, um die Kapitalistische Wirtschaft zu überholen!“
- „So, wie wir heute arbeiten, werden die Berliner morgen leben!“
- Wie heißen die vier Feinde der Energiewirtschaft? – Frühling, Sommer, Herbst und Winter.
- Eine DDR-Familie gerät in eine Verkehrskontrolle der VP. Die Frau sagt zum Ehemann: „Ich sagte doch, Du sollst nicht immer besoffen Auto fahren!“ Die Tochter meldet sich vom Rücksitz: „Ich wußte es doch, mit einem geklauten Auto kommt man nicht weit.“ Dann geht die Kofferraumklappe auf: „Sind wir schon im Westen?“
- „Ich möchte eine Fahrkarte nach Frankfurt (Oder), dort soll es Autoreifen geben“, verlangt ein Berliner am Schalter, erhält aber kommentarlos ein Ticket nach Magdeburg. „Ich will doch aber nach Frankfurt (Oder) wegen der Reifen“, meint er verwundert. „Das habe ich schon verstanden“, sagt der Bahnmitarbeiter, „aber anstellen müssen Sie sich schon.“

Zur Wendezeit
- In Ost-Berlin wurden zu dieser Zeit auch Überlegungen angestellt, die Volkskammer in Kammer umzubenennen. Mangels Volk.
- Karl Marx schrieb, nachdem er die SED und ihr Treiben in seinem Namen 40 Jahre lang aus dem Himmel beobachtet hatte, anlässlich des Gründungsjubiläums der DDR am 7. Oktober 1989 ein Telegramm an alle kommunistischen Parteien der Welt: „Proletarier aller Länder, verzeiht mir!“

#### Bundesrepublik Deutschland bis 1989
- Ein Mitglied des Bundestages zum andern: „Wir sollten uns langsam schon auf die Zeit nach Adenauer vorbereiten.“ Der andere antwortet: „Unsinn! Der stirbt nie.“

#### Bundesrepublik Deutschland nach 1989
- Hast du schon gehört? Rentner dürfen jetzt bei Rot über die Straße gehen. (Anspielung auf die Krise der sozialen Versorgungssysteme).
- Warum gibt es bald nur noch dreilagiges Klopapier? Ein Durchschlag geht an Schily und einer geht an Beckstein. (Anspielung auf Vorschläge der beiden Innenminister zu Fingerabdruck im Reisepass, Telefonüberwachung und ähnlichen Maßnahmen zur angeblichen Stärkung der inneren Sicherheit.)
- Zwei Bundestagsabgeordnete nach der Bestätigung der EU-Verfassung: „Sind wir jetzt bald arbeitslos?“ – „Das nicht, nur scheinselbstständig.“
- Der Ossi sagt traurig zum Wessi: „Sie haben Ihr Versprechen gebrochen.“ – Der Wessi antwortet: „Das macht überhaupt nichts. Sie bekommen ein neues.“